# Berteroa
Genre
Berteroa est un genre de plantes à fleurs de la famille des Brassicaceae.

## Liste d'espèces
Selon Tropicos (24 janvier 2022) (Attention liste brute contenant possiblement des synonymes) :
- Berteroa ascendens K. Koch
- Berteroa gintlii Rohlena
- Berteroa graeca Boiss. & Heldr.
- Berteroa incana (L.) DC.
- Berteroa macrocarpa Ikonn.-Gal.
- Berteroa moesiaca Velen.
- Berteroa mutabilis (Vent.) DC.
- Berteroa obliqua (Sm.) DC.
- Berteroa orbiculata DC.
- Berteroa peruviana DC.
- Berteroa physocarpa Yuzb. & Al-Shehbaz, 2017
- Berteroa potanini Maxim.
- Berteroa potaninii Maxim.
- Berteroa procumbens Port.
- Berteroa samolifolia Hayek
- Berteroa spathulata (Stephan ex Willd.) C.A. Mey.
- Berteroa stricta Boiss.
- Berteroa thessala Heldr. ex Nyman
- Berteroa viridis Tausch